# Eggesin
Eggesin er en by og kommune i det nordøstlige Tyskland med 5.483 indbyggere (2006)[kilde mangler], beliggende ved floden Randows udmunding i Uecker under Landkreis Vorpommern-Greifswald. Landkreis Vorpommern-Greifswald ligger i delstaten Mecklenburg-Vorpommern.

## Transport
- Veje til Ueckermünde, Torgelow, Ahlbeck
- jernbane

## Natur (by og omegn)

### Natur (by)
- 1) Wkrzanska Skoven (polsk: Puszcza Wkrzańska, tysk: Ueckermünder Heide)
- 2) floden Randow
- 3) Naturpark Am Stettiner Haff

## Turisme

### Seværdigheder (by)
- Kirke i Centrum
- Museum

## Venskabsbyer
- Ennigerloh (Tyskland)
- Złotów (Polen)

## Byer ved Eggesin
- Ueckermünde (Tyskland)
- Torgelow (Tyskland)
- Pasewalk (Tyskland)
- Police, Polen
- Nowe Warpno (Polen)
- Szczecin (Polen)

## Landsbyer ved Eggesin
- Ahlbeck
- Luckow
- Vogelsang
- Rieth
- Hintersee
- Glashütte